# Weitzer Parkett
Weitzer Parkett GmbH & Co KG ist ein österreichischer Hersteller von Parkettböden und Holzstiegen. Der seit 1831 bestehende Familienbetrieb produziert jährlich über 2 Millionen m2 Parkett. Die Exportquote liegt bei über 50 %. Weitzer Parkett bietet auch Lohntrocknung und -dämpfung an. Ein hauseigenes Heizkraftwerk erzeugt durch die Umwandlung der im eigenen Werk anfallenden Holzabfälle Wärme und Strom. 1700 Haushalte im Ort Weiz werden dadurch mit erneuerbarer Energie versorgt.

## Geschichte
Ursprünglich wurde Weitzer Parkett 1831 als Furniersägewerk und Drechslerei gegründet. Bereits im 19. Jahrhundert exportierte das Unternehmen nach Ungarn. Ab 1950 wurden Webspulen für Textilfabriken erzeugt und bis nach Indien verschifft.
Mit der Parkettproduktion wurde 1955 begonnen und 1985 das Sortiment um Stiegen erweitert. Innovationen (1995: 2-Schicht-Parkett Produktion, 2003: 3-Schicht-Parkett Produktion und das Parkett mit „Funktion“) mündeten in einem Sieg bei der Novemberausgabe des Öko-Test im Jahre 2007. Auch bei der Neuauflage 2009 konnte sich Weitzer Parkett im Vergleich gegen europäische Hersteller durchsetzen.
2003 wurde ein zweites Werk zur Parkettproduktion in Güssing errichtet. 2006 erfolgte die Erweiterung auf das Geschäftsfeld „Ökoenergie“ durch Inbetriebnahme des Bioheizkraftwerks.
2009 erfolgte dann die Eröffnung der Ausstellung Parkett Welten in Weiz mit 1.500 m² Verkaufsfläche, sowie der Niederlassung in München. Es erfolgte ein Ausstieg aus Produktion mit Tropenhölzern, außerdem gab es eine Unterstützung von Projekten von Greenpeace, woran sich auch der damalige Geschäftsführer Michael Wesonig beteiligte. Weitzer Parkett verarbeitet seitdem fast ausschließlich Holz aus Österreich und den angrenzenden Nachbarländern. Das Familienunternehmen wird in 7. Generation von den Eigentümern Wilfried Weitzer, Nicola Weitzer und Alexandra Decker-Weitzer geführt und befindet sich zu 100 Prozent in Familienbesitz.

## Produkte
- Parkettproduktion
- Stiegenproduktion
- Lohntrocknung und Lohndämpfung

Weitzer Parkett stellt Massivparkett, 2-Schicht Fertigparkett und 3-Schicht Click Parkett in österreichischer Produktion her. Als Hersteller liefert Weitzer Parkett auch Trittstufenverkleidungen aus Parkettvariationen. Die Holztrocknung und -dämpfung zählt ebenfalls zum Leistungsspektrum des Unternehmens. 49 Trocken- und zwei Räucherkammern ermöglichen eine Jahrestrocknungsmenge von 50.000 m³. Die zehn Dämpfkammern besitzen eine Jahresdämpfmenge von 16.000 m³.

## Vertrieb
Der Vertrieb der Weitzer-Parkettprodukte erfolgt über Handwerk, sowie den Einzel-, Fach- und Großhandel und über Möbelhäuser. In Auslandsmärkten wird meist mit Generalimporteuren gearbeitet. Als Exklusivvertriebspartner werden jene Unternehmen gesehen, die ausschließlich Weitzer Parkett über eigens dafür gestaltete Ausstellungsräume betreiben. Dieses „Showroom-Modell“ ist ausgelegt auf die Kernmärkte Österreich, Deutschland und Schweiz, wobei Weitzer Parkett selbst die Zweigniederlassungen in Wien, München und Linz betreibt.

## Umweltschutz
Als einer der ersten Parketthersteller verzichtet das Unternehmen seit 2009 vollständig auf die Verarbeitung von Tropenholz zum Schutz des tropischen Regenwaldes und verarbeitet seither ausschließlich heimische Hölzer aus nachhaltiger Waldbewirtschaftung. 50 % des Holzes stammen aus Österreich, der Rest kommt vorwiegend aus den angrenzenden Nachbarstaaten.
Weitzer Parkett förderte das von Greenpeace unterstützte Umwelt- und Sozialprojekt „Belantara“ in Indonesien zum Schutz des Regenwaldes. Nicola Weitzer und seine Familie unterstützen ein Projekt von Greenpeace zudem als private Großspender.

## Auszeichnungen
- 2007: Bestes österreichisches Familienunternehmen[7]
- 2009: Ökotest[2]